# 各国の映画
各国の映画、その特色など。

## 一覧
|                            | 記事                       | 地域       | 備考             |
| -------------------------- | -------------------------- | ---------- | ---------------- |
| アメリカ合衆国の旗         | アメリカ合衆国の映画       | 北中米     | ハリウッド映画   |
| カナダの旗                 | カナダの映画               | 北中米     |                  |
| キューバの旗               | キューバの映画             | 北中米     |                  |
| プエルトリコの旗           | プエルトリコの映画(en)     | 北中米     |                  |
| メキシコの旗               | メキシコの映画             | 北中米     |                  |
| アルゼンチンの旗           | アルゼンチンの映画(en)     | 南米       |                  |
| ウルグアイの旗             | ウルグアイの映画(en)       | 南米       |                  |
| エクアドルの旗             | エクアドルの映画           | 南米       |                  |
| コロンビアの旗             | コロンビアの映画(en)       | 南米       |                  |
| チリの旗                   | チリの映画(en)             | 南米       |                  |
| ブラジルの旗               | ブラジルの映画             | 南米       |                  |
| アイルランドの旗           | アイルランドの映画         | 西欧       |                  |
| イギリスの旗               | イギリスの映画             | 西欧       |                  |
| イタリアの旗               | イタリアの映画             | 西欧       |                  |
| オーストリアの旗           | オーストリアの映画(en)     | 西欧       |                  |
| オランダの旗               | オランダの映画             | 西欧       |                  |
| ギリシャの旗               | ギリシャの映画(en)         | 西欧       |                  |
| スイスの旗                 | スイスの映画               | 西欧       |                  |
| スペインの旗               | スペインの映画             | 西欧       |                  |
| ドイツの旗                 | ドイツの映画               | 西欧       |                  |
| フランスの旗               | フランスの映画             | 西欧       |                  |
| ベルギーの旗               | ベルギーの映画             | 西欧       |                  |
| ポルトガルの旗             | ポルトガルの映画           | 西欧       |                  |
| アルバニアの旗             | アルバニアの映画(en)       | 東欧       |                  |
| ウクライナの旗             | ウクライナの映画           | 東欧       |                  |
| スロバキアの旗             | スロバキアの映画           | 東欧       |                  |
| セルビアの旗               | セルビアの映画             | 東欧       |                  |
| チェコの旗                 | チェコの映画               | 東欧       |                  |
| ハンガリーの旗             | ハンガリーの映画(en)       | 東欧       |                  |
| ブルガリアの旗             | ブルガリアの映画           | 東欧       |                  |
| ポーランドの旗             | ポーランドの映画           | 東欧       |                  |
| ユーゴスラビアの旗         | ユーゴスラヴィアの映画     | 東欧       |                  |
| ロシアの旗                 | ロシアの映画               | 東欧       |                  |
| ソビエト連邦の旗           | ソビエトの映画             | 東欧       |                  |
| アイスランドの旗           | アイスランドの映画         | 北欧       |                  |
| スウェーデンの旗           | スウェーデンの映画         | 北欧       |                  |
| デンマークの旗             | デンマークの映画           | 北欧       |                  |
| ノルウェーの旗             | ノルウェーの映画           | 北欧       |                  |
| フィンランドの旗           | フィンランドの映画         | 北欧       |                  |
|                            | アジアの映画(en)           | アジア     |                  |
| 大韓民国の旗               | 韓国映画                   | 東アジア   |                  |
| 朝鮮民主主義人民共和国の旗 | 北朝鮮の映画               | 東アジア   |                  |
| 中華民国の旗               | 台湾映画                   | 東アジア   |                  |
| 中華人民共和国の旗         | 中国映画                   | 東アジア   |                  |
| 日本の旗                   | 日本映画（邦画）           | 東アジア   |                  |
| 香港の旗                   | 香港映画                   | 東アジア   |                  |
| インドの旗                 | インドの映画               | アジア     | マサラ・ムービー |
| インドネシアの旗           | インドネシアの映画(en)     | アジア     |                  |
| シンガポールの旗           | シンガポールの映画(en)     | アジア     |                  |
| タイ王国の旗               | タイの映画                 | アジア     |                  |
| バングラデシュの旗         | バングラデシュの映画(en)   | アジア     |                  |
| ベトナムの旗               | ベトナムの映画(en)         | アジア     |                  |
| フィリピンの旗             | フィリピンの映画(en)       | アジア     |                  |
| ラオスの旗                 | ラオスの映画               | アジア     |                  |
| ウズベキスタンの旗         | ウズベキスタンの映画       | 中央アジア |                  |
| カザフスタンの旗           | カザフスタンの映画         | 中央アジア |                  |
| イスラエルの旗             | イスラエルの映画           | 中東       |                  |
| イランの旗                 | イランの映画               | 中東       |                  |
| サウジアラビアの旗         | サウジアラビアの映画       | 中東       |                  |
| シリアの旗                 | シリアの映画               | 中東       |                  |
| トルコの旗                 | トルコの映画               | 中東       |                  |
| パキスタンの旗             | パキスタンの映画           | 中東       |                  |
| パレスチナの旗             | パレスチナの映画           | 中東       |                  |
| オーストラリアの旗         | オーストラリアの映画       | オセアニア |                  |
| ニュージーランドの旗       | ニュージーランドの映画     | オセアニア |                  |
| エジプトの旗               | エジプトの映画(en)         | アフリカ   |                  |
| ケニアの旗                 | ケニアの映画(en)           | アフリカ   |                  |
| ニジェールの旗             | ニジェールの映画(en)       | アフリカ   |                  |
| ブルキナファソの旗         | ブルキナファソの映画(en)   | アフリカ   |                  |
| 南アフリカ共和国の旗       | 南アフリカ共和国の映画(en) | アフリカ   |                  |
| モロッコの旗               | モロッコの映画(en)         | アフリカ   |                  |
| リビアの旗                 | リビアの映画               | アフリカ   |                  |